# Dmitri Fofónov
Dmitri Fofónov (en kazakh: Дмитрий Фофонов; Almati, 15 d'agost de 1976) és un ciclista kazakh, professional des del 1999 fins al 2012.
Durant el Tour de França de 2008 va donar positiu per heptaminol en un control antidopatge efectuat durant la 18a etapa, sent-li imposada una sanció de tres mesos, i podent tornar a córrer a partir d'abril de 2009. Tot i que no va trobar equip, aquell mateix any es proclamà campió nacional en ruta. El 2010 fitxà per l'Astana Qazaqstan Team.

## Palmarès en ruta
- 1998
  - 1r a la Volta a la Xina
  - Vencedor d'una etapa de la Commonwealth Bank Classic
- 2000
  -  Campió del Kazakhstan en contrarellotge
  - 1r a la Zellik-Galmaarden
- 2002
  - Vencedor d'una etapa de la Volta a Catalunya
- 2008
  - Vencedor d'una etapa del Critèrium del Dauphiné Libéré
- 2009
  -  Campió del Kazakhstan en ruta
  -  Medalla d'or en la cursa en línia als Campionats d'Àsia
  - Vencedor d'una etapa del Tour de Loir-et-Cher

### Resultats al Tour de França
- 2004. 87è de la classificació general
- 2007. 26è de la classificació general
- 2008. Exclòs després d'un control antidopatge positiu en la 18a etapa
- 2011. 106è de la classificació general
- 2012. 63è de la classificació general

### Resultats a la Volta a Espanya
- 2001. 57è de la classificació general
- 2006. 32è de la classificació general
- 2010. 57è de la classificació general

### Resultats al Giro d'Itàlia
- 2005. 89è de la classificació general

## Palmarès en pista
- 1998
  -  Campió del Kazakhstan de velocitat
- 2000
  -  Campió del Kazakhstan de velocitat